# Berdeniella bistricana
Berdeniella bistricana är en tvåvingeart som beskrevs av Krek 1972. Berdeniella bistricana ingår i släktet Berdeniella och familjen fjärilsmyggor. Inga underarter finns listade i Catalogue of Life.